# حارة الحكمة (صنعاء)
حارة الحكمة هي إحدى حارات حي القلفان بمديرية السبعين إحد مديريات العاصمة اليمنية صنعاء، بلغ تعداد سكانها 1543 نسمة حسب تعداد اليمن لعام 2004.